# 巴彦塔拉苏木 (巴林右旗)
巴彦塔拉苏木，是中华人民共和国内蒙古自治区赤峰市巴林右旗下辖的一个乡镇级行政单位。

## 行政区划
巴彦塔拉苏木下辖以下地区：
塔班板嘎查、达兰花嘎查、昭胡都格嘎查、太布代村、古日古勒台嘎查、宝木图嘎查、吉布吐村、乌兰海村、哈日根他拉村、老道板嘎查和巴兰诺尔嘎查。